# Anita (Californie)
Pour les articles homonymes, voir Anita.
Anita est une communauté non incorporée située dans le comté de Butte, dans l'État de Californie, aux États-Unis. Elle se trouve à 4,0 km au nord-nord-ouest de Nord, à 48 m d'altitude, et est traversée par le Southern Pacific Railroad.